# Сале (Мароко)
Сале (арап. سلا Sala, бер ⵙⵍⴰ Sla) је град који се налази у северозападном делу Марока, на десној обали реке Бу регрег, преко које се налази Рабат, главни град државе. Основан је око 1030. године од стране Бану Ирфан племена, који су причали на арпско—берберксом језику. Град је у 17. веку био упориште пирата, све док није доспео под Алауте династију која је владала у Мароку. Преко националног пута повезан је са Фесом, Мекнесом и Кенитром на североистику.
Према попису из 2014. године у граду је живело 809.403 становника.

## Историја
Феничани су успоставили насеље под називом Сала, а касније је постојала Сала колонија на јужно страни реке Бу регрег. Ова насеља која се налазе у непосредној близини града Сале често се мешају са њим. Сале је основан око 1030. године од стране Бану Ирфан племена, који су причали на арапско—берберксом језику, који су култивисали легенду да је име поизашло из имена Ноје и његовог сина Хама.
Берберска династија Бану Ирфан почела је изградњу џамије у времену када је основан град Сале. Данашња Велика џамија града Сале изграђена је током владавине алхомадског султана Абу Јакуб Јусуфа, међутим није завршена до 1196. године.
Током 17. века, Рабат је био познат као Нови Сале јер се проширио изван древних градских зидова и у његов састав укључио Шелу, која је постала утврђена краљевска некропола под владавином сина Абу Јакуба Јусуфа, Абу Јусуф Јакуб ел Мансура.
У септембру 1260. године, град су напали и окупирали ратници из флоте краља Алфонса X од Кастиље. Након победе Маринид дистаније, капија града Баб ел-Мариса направљена је од стране султана Абу Јусуфа Јакуба ибн Абд Ал-Хака и она је била оријентир за град и његов симбол.

### Република Сале
У 17. веку Сале је постао уточиште берберских пирата, где је династија Морисов формирала независну Републику Сале. Пирати града Сале (познати као Сале луталице) крстарили су између лука Атланитика и Европе, где су пресретали и пљачкали бродове који су полазили из Европе и Америке. Арапском свету су понекад продавали чланове своје посаде у ропство. Упркос репутацији, њихови бродови су се налазили преко реке у Рабату, а не у граду Сале.
Европске силе преузеле су све мере како би покушале да спрече пирате из града Сале. Дана 20. јула 1629. године, град је бомбардован по наређењу француског генерала Исака де Разилија са бородова Свети Луис, Грифона, Катарина, Хамбург, Света Ана и Сен Жан.
Град је бомбардован и 1851. године због пиратских пљачкања европских трговаца.

### Друштвено-политички развој у 20. веку
Деценију пре независности Марока, Сале је био упориште активиста националног покрета. Читање латифа у џамијама, гласно и уједначено покренуто је у овом граду и раширило се на неке градове у Мароку.
Због издавања берберског декрета од стране Француске, многи становници Марока били су незадовољни. У то време створене су мароканске националистичке елите, које су своје седиште имале у градовима Фес и Сале. Скупине људи имали су анти-западне, антисекуларне и проарапско-исламске ставове. Овај период помогао је да се развије политичка свест и активизам, који су водили Мароко до независности, 14 година касније, 11. јануара 1944. године.
Град је играо важну улогу у мароканској историји. Прве демонстрације за независност од Француске биле су у овом граду, а у њему су рођени бројни политичари, доносиоци одлука и краљевски саветници Марока.

## Клима
Сале се налази у пределу медитеранске климе, са топлим и сушним летама и благим зимама. Смештен дуж Атлантског океана, има благу и умерену климу када је случај преласка из хладног у топло време. Током зимских ноћи темпрататура може да падне и до 0 °C, а током дана до 7 или 8 °C. Највеће зимске температуре достигну 17,2 °C, у децембру и фебруару. Летње дневне температуре су око 25 °C, али могу повремено надмашити и 30 °C, посебно током топлотних таласе. Летње ноћи су пријатне и прохладне, обично са температурама од 11, а ретко изнад 20 °C. · 
| Клима Сале (Аеродром Рабат-Сале) 1943—данас | Клима Сале (Аеродром Рабат-Сале) 1943—данас | Клима Сале (Аеродром Рабат-Сале) 1943—данас | Клима Сале (Аеродром Рабат-Сале) 1943—данас | Клима Сале (Аеродром Рабат-Сале) 1943—данас | Клима Сале (Аеродром Рабат-Сале) 1943—данас | Клима Сале (Аеродром Рабат-Сале) 1943—данас | Клима Сале (Аеродром Рабат-Сале) 1943—данас | Клима Сале (Аеродром Рабат-Сале) 1943—данас | Клима Сале (Аеродром Рабат-Сале) 1943—данас | Клима Сале (Аеродром Рабат-Сале) 1943—данас | Клима Сале (Аеродром Рабат-Сале) 1943—данас | Клима Сале (Аеродром Рабат-Сале) 1943—данас | Клима Сале (Аеродром Рабат-Сале) 1943—данас |
| Показатељ \ Месец                           | .Јан.                                       | .Феб.                                       | .Мар.                                       | .Апр.                                       | .Мај.                                       | .Јун.                                       | .Јул.                                       | .Авг.                                       | .Сеп.                                       | .Окт.                                       | .Нов.                                       | .Дец.                                       | .Год.                                       |
| ------------------------------------------- | ------------------------------------------- | ------------------------------------------- | ------------------------------------------- | ------------------------------------------- | ------------------------------------------- | ------------------------------------------- | ------------------------------------------- | ------------------------------------------- | ------------------------------------------- | ------------------------------------------- | ------------------------------------------- | ------------------------------------------- | ------------------------------------------- |
| Апсолутни максимум, °C (°F)                 | 30,0 (86)                                   | 31,0 (87,8)                                 | 35,8 (96,4)                                 | 37,6 (99,7)                                 | 43,0 (109,4)                                | 43,7 (110,7)                                | 47,2 (117)                                  | 45,8 (114,4)                                | 42,3 (108,1)                                | 38,0 (100,4)                                | 35,1 (95,2)                                 | 30,0 (86)                                   | 47,2 (117)                                  |
| Максимум, °C (°F)                           | 17,2 (63)                                   | 17,7 (63,9)                                 | 19,2 (66,6)                                 | 20,0 (68)                                   | 22,1 (71,8)                                 | 24,1 (75,4)                                 | 26,8 (80,2)                                 | 27,1 (80,8)                                 | 26,4 (79,5)                                 | 24,0 (75,2)                                 | 20,6 (69,1)                                 | 17,7 (63,9)                                 | 21,9 (71,4)                                 |
| Просек, °C (°F)                             | 12,6 (54,7)                                 | 13,1 (55,6)                                 | 14,2 (57,6)                                 | 15,2 (59,4)                                 | 17,4 (63,3)                                 | 19,8 (67,6)                                 | 22,2 (72)                                   | 22,4 (72,3)                                 | 21,5 (70,7)                                 | 19,0 (66,2)                                 | 15,9 (60,6)                                 | 13,2 (55,8)                                 | 17,2 (63)                                   |
| Минимум, °C (°F)                            | 8,0 (46,4)                                  | 8,6 (47,5)                                  | 9,2 (48,6)                                  | 10,4 (50,7)                                 | 12,7 (54,9)                                 | 15,4 (59,7)                                 | 17,6 (63,7)                                 | 17,7 (63,9)                                 | 16,7 (62,1)                                 | 14,1 (57,4)                                 | 11,1 (52)                                   | 8,7 (47,7)                                  | 12,5 (54,5)                                 |
| Апсолутни минимум, °C (°F)                  | −3,2 (26,2)                                 | −2,6 (27,3)                                 | −0,4 (31,3)                                 | 3,8 (38,8)                                  | 5,3 (41,5)                                  | 9,0 (48,2)                                  | 10,0 (50)                                   | 11,0 (51,8)                                 | 10,0 (50)                                   | 7,0 (44,6)                                  | 0,0 (32)                                    | 0,3 (32,5)                                  | −3,2 (26,2)                                 |
| Количина падавина, mm (in)                  | 77,2 (3,039)                                | 74,1 (2,917)                                | 60,9 (2,398)                                | 62,0 (2,441)                                | 25,3 (0,996)                                | 6,7 (0,264)                                 | 0,5 (0,02)                                  | 1,3 (0,051)                                 | 5,7 (0,224)                                 | 43,6 (1,717)                                | 96,7 (3,807)                                | 100,9 (3,972)                               | 554,9 (21,846)                              |
| Дани са падавинама                          | 9,9                                         | 9,8                                         | 9,0                                         | 8,7                                         | 5,7                                         | 2,4                                         | 0,3                                         | 0,4                                         | 2,4                                         | 6,4                                         | 10,2                                        | 10,4                                        | 75,6                                        |
| Релативна влажност, %                       | 82                                          | 82                                          | 80                                          | 78                                          | 77                                          | 78                                          | 78                                          | 79                                          | 80                                          | 79                                          | 80                                          | 83                                          | 80                                          |
| Сунчани сати — месечни просек               | 179,9                                       | 182,3                                       | 232,0                                       | 254,5                                       | 290,5                                       | 287,6                                       | 314,7                                       | 307,0                                       | 261,1                                       | 235,1                                       | 190,5                                       | 180,9                                       | 2.916,1                                     |
| Извор: NOAA                                 |                                             |                                             |                                             |                                             |                                             |                                             |                                             |                                             |                                             |                                             |                                             |                                             |                                             |

## Демографија
| Година         | Општина | Агломерација |
| -------------- | ------- | ------------ |
| 1912 (процена) | 19.000  | 46.000       |
| 1936           | 32.000  | 115.000      |
| 1952           | 47.000  | 203.000      |
| 1960           | 77.000  | 311.000      |
| 1971           | 159.000 | 545.000      |
| 1982           | 328.000 | 918.000      |
| 1994           | 580.000 | 1.337.000    |
| 2004           | 761.000 | 1.624.000    |
| 2005 (процена) | 780.000 | 1.655.000    |
| 2010 (процена) | 870.000 | 1.800.000    |
| 2014           | 890.403 | 1.781.740    |

## Модеран град
Сале је почео да се развија значајно почетком 2007. године. У релативно кратком периоду направљен је мост који га повезује са Рабатом, трамвајска линија Рабат—Сале и марина. Такође, постоји неколико приватних компанија које имају своје седиште овде и улажу у подручје. Висока незапосленост била је озбиљан проблем за грађане града Сале, а а бројне фабрике текстила које се налазе у овом подручју биле су једина радна места. У граду је отворен технолошки парк, по угледу на технопарк из Казабланке.
Већина грађана снабедева се водом са хидранта, који је често били затворен, што је довело до тога да поједина насеља нису имала чисту воду за пиће. Ипак, ситуација у овом граду са водом је и даље боља од ситуација у многим другим градовима Марока, који имају проблем са загађењем воде. Године 2010. ситуација са чистом водом се драстично побољшала.
Град је седиште кошаркашког клуба Сале, који је био кошаркашки афрички шампион Африке, што је уједно била прва континентална титула у историји овог клуба.
У граду постоји аеродром Рабат—Сале.

## Градови побратими
- Аријана, Тунис (од 1982)[30]
- Порталегре, Португал (од 1997)[31]
- , Тласкала де Сикотенкатл (од 1998)[32]
- Гранд Јоф, Сенегал (од 2009)[33]
- Гуанде, Сенегал (од 2009)[33]
- Мароуа, Камерун (од 2009)[33]
- Сочи, Русија (од 2010)[34]
- Александрија, Сједињене Државе (од 2010)
- Беитунија, Палестина (од 2013)[35]

## Галерија
- Бедеми тврђаве
- Градска марина
- Поглед на џамију (десно) и друге објекте
- Унутрашњи део медресе

- Долина реке Бу регрер, која дели Сале и Рабат
- Трамвај у граду
- Обални делови града